# Cristoforo Munari

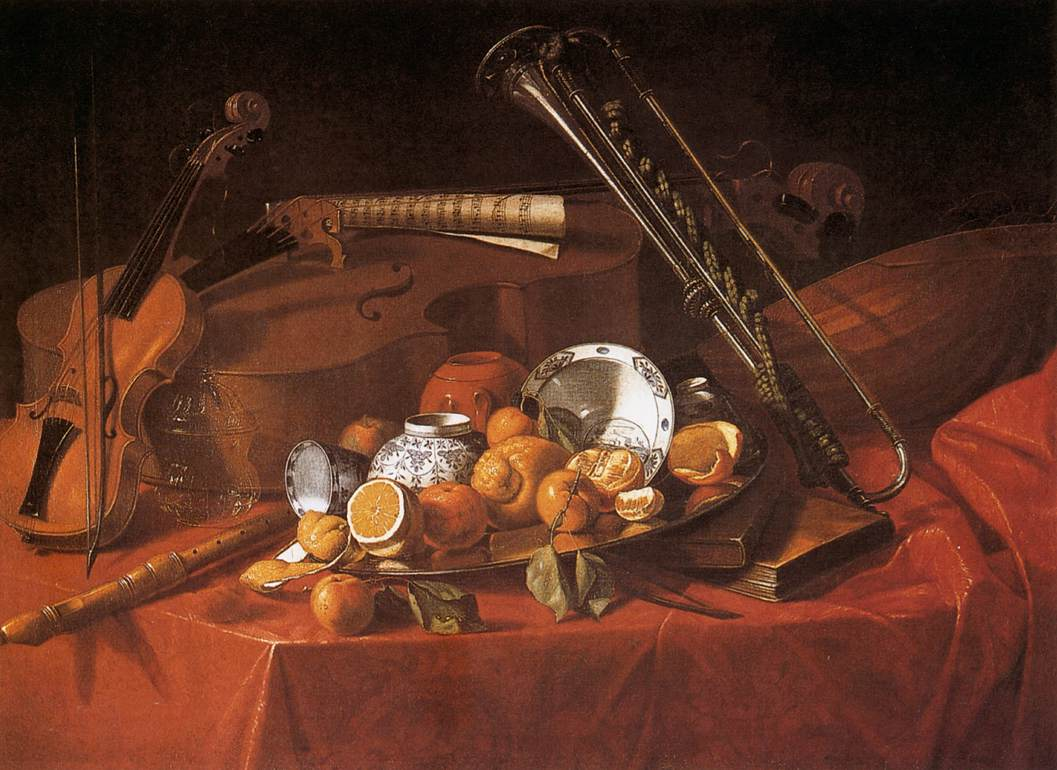
Martwa natura z instrumentami muzycznymi

Cristoforo Munari (ur. 1667 w Reggio nell’Emilia, zm. 1720 w Pizie) – włoski malarz okresu baroku.
Do końca XVII wieku pracował na dworze książąt d’Este, następnie przeniósł się do Rzymu, a później do Florencji. Tam przebywał ok. 10 lat, wykonując zlecenia księcia Kosmy III Medyceusza, wielkiego księcia Ferdynanda oraz kardynała Francesca. Wezwany do Pizy w celu wykonania prac renowacyjnych w katedrze – zmarł w 1720. Jego martwe natury prezentują „wystudiowany bałagan”, precyzyjnie dobrane przedmioty oraz niezwykłą drobiazgowość.

## Dzieła
- Instrumenty muzyczne i przedmioty – Florencja, Galleria Palatina,
- Martwa natura z instrumentami muzycznymi – Florencja, Galleria dell’Accademia,
- Martwa natura z instrumentami muzycznymi – Poggio a Caiano, Villa Medicea,
- Martwa natura z instrumentami muzycznymi i owocami – Berlin, Gemaeldegalerie,
- Martwa natura z owocami, naczyniami stołowymi, książką i fletem (ok. 1709) – Florencja, Uffizi,
- Martwa natura z talerzami (1706-09) – Sarasota, Ringling Museum of Art.